# Czapliska
Czapliska (niem. Wasserfelde) – osada leśna w Polsce położona w województwie zachodniopomorskim, w powiecie choszczeńskim, w gminie Bierzwnik. W latach 1975–1998 miejscowość administracyjnie należała do województwa gorzowskiego. W roku 2007 leśniczówka liczyła 7 mieszkańców. Miejscowość wchodzi w skład sołectwa Zieleniewo.

## Geografia
Leśniczówka leży ok. 7 km na południowy wschód od Zieleniewa, ok. 2 km na północny zachód od jeziora Przytoczno.